# چیکلین
چیکلین (به لهستانی:  Cieklin) یک روستا در لهستان است که در گمینا دنبوویتس (استان پودکارپاتسکیه) واقع شده‌است. چیکلین ۱٬۲۰۰ نفر جمعیت دارد.